# Tous à poil !
Tous à poil ! est un livre illustré pour enfants publié en France en avril 2011 par les Éditions du Rouergue, coécrit par Claire Franek et Marc Daniau. 

## Description
Tous à poil ! est un livre illustré pour enfants qui traite de la nudité. Il est essentiellement composé de dessins représentant des personnages relevant « du quotidien ou de l'imaginaire des enfants », agrémentés de courts textes, comme « à poil les voisins », relatifs aux personnages dessinés en train de se déshabiller. Il s'agit pour les auteurs de « montrer que nous sommes tous différents, qu'il y a des gros, des petits, des maigres, des grands, des noirs, des blancs », qu'« on a tous des zizis, tous des fesses, on est tous imparfaits. C'est pas grave »,.

## Éditions et distinctions
L'année de sa parution, Tous à poil ! reçoit le prix du meilleur album francophone en Belgique, le prix album Libbylit au salon du livre de la jeunesse de Namur, décerné par la section belge de l'Union internationale pour les livres de jeunesse.
En 2013, une association de parents ardéchoise, « l'Atelier des parents », sélectionne l'ouvrage pour son intérêt dans la lutte contre les stéréotypes engendrant une inégalité entre filles et garçons. Le livre est alors proposé par l'académie de Grenoble à titre de document pédagogique,.
Entre sa publication en 2011 et 2014, Tous à poil ! se vend peu, entre 350 et 1 500 exemplaires.
En février 2014, à la suite d'une polémique déclenchée par le président de l'UMP, Jean-François Copé, Tous à poil ! est classé deuxième puis premier des ventes sur Amazon.fr,.